# Juncus acutiflorus
El junco de bonales o Juncus acutiflorus es una especie fanerógama de junco de la familia de las juncáceas. 

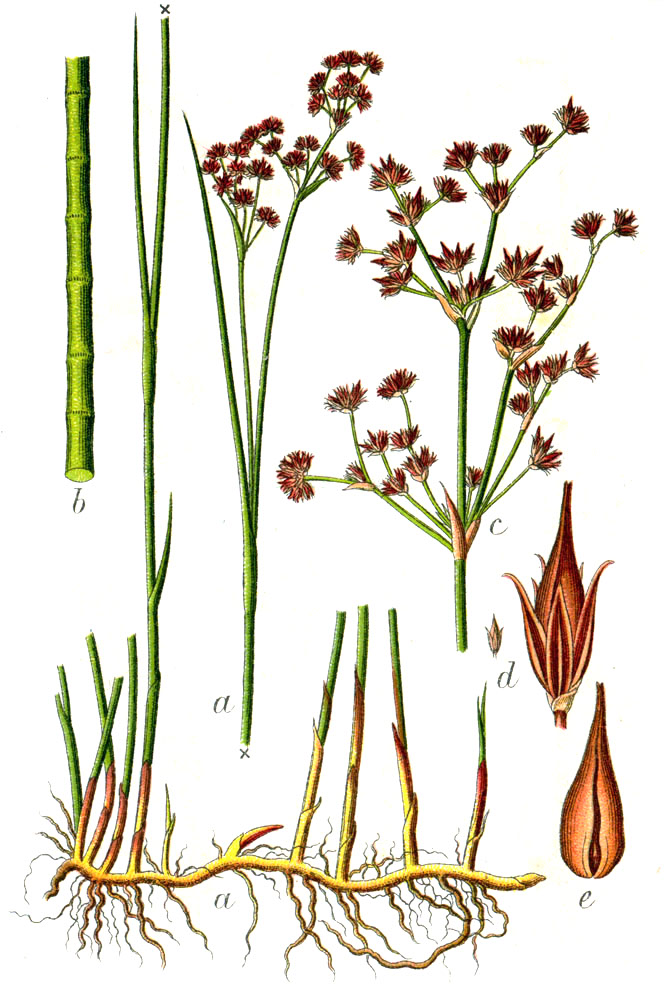
Ilustración

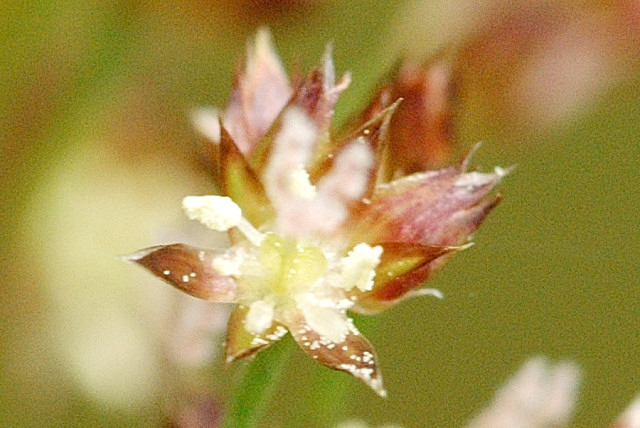
Vista de la flor

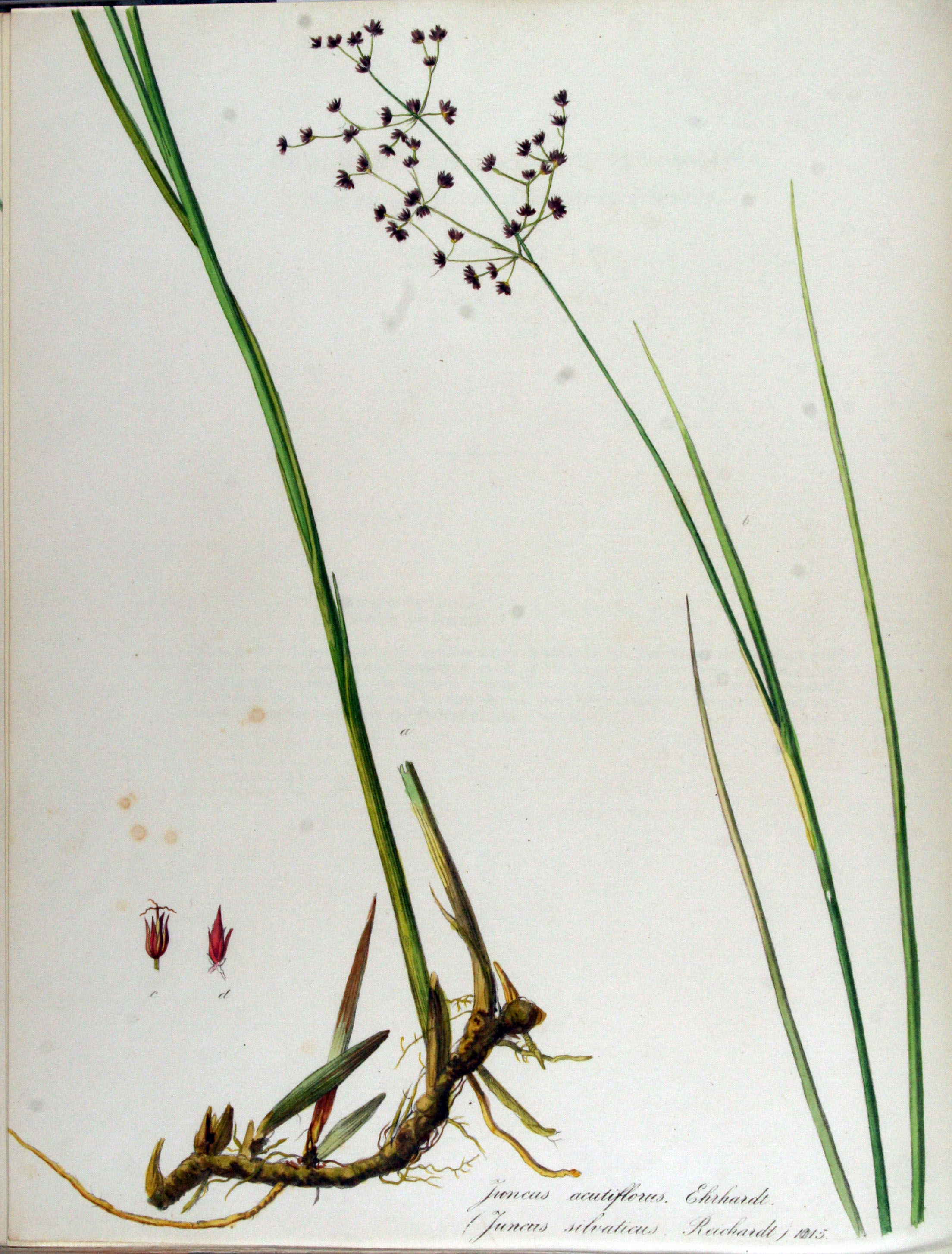
Ilustración en Flora Batava

## Descripción
Es una herbácea perenne, con rizoma horizontal con entrenudos de 0,5-1,5 cm. Tallos de hasta 80 cm, con 2-3 vainas basales mucronadas y 2-4 hojas caulinares. Hojas con vainas con aurículas cortas, escariosas. rígidas, y limbo unitubuloso, perfectamente septado. Inflorescencia con glomérulos de (3-) 5-10 flores. Bráctea inferior foliácea. Tépalos ovados, con margen escarioso-hialino estrecho, de apiculados a cuspidados, generalmente con ápice recurvo, pardos, al menos en la pane superior; los externos de 1,7-2,3 (-2,5) mm, los internos de 2-2,8 mm. Androceo con 6 estambres. Anteras de 0,7-1 mm, más largas que los filamentos. Cápsulas de 2,5-3,5 (-3,8) mm, más largas que el periantio, de trígono-ovoideas a estrechamente piramidales, gradualmente estrechadas en pico largo. Semillas de 0,4-0,5 mm, finamente reticuladas. Tiene un número de cromosomas de 2n = 40. Florece de mayo a julio.

## Distribución y hábitat
Se encuentra en las praderas juncales higrófilas sobre suelos profundos. Se distribuyen por Europa, Norte de África y Suroeste de Asia.

## Taxonomía
Juncus acutiflorus fue descrita por Ehrh. ex Hoffm. y publicado en Deutschland Flora 125. 1791.
Etimología
Juncus: nombre genérico que deriva del nombre clásico latino  de jungere = , "para unir o vincular", debido a que los tallos se utilizan para unir o entrelazar".
acutiflorus: epíteto latino que significa "con flores puntiagudas".
Variedades
- Juncus acutiflorus subsp. acutiflorus
- Juncus acutiflorus subsp. rugosus (Steud.) Cout.

Sinonimia
- Juncus brevirostris Nees
- Juncus foliosus Hoppe
- Juncus lampocarpus var. acutiflorus (Ehrh. ex Hoffm.) Neilr.
- Phylloschoenus acutiflorus (Ehrh. ex Hoffm.) Fourr.

subsp. acutiflorus
- Juncus nemorosus Sibth.
- Juncus rufus Miel. ex Huebener
- Juncus spadiceus Schreb.

subsp. rugosus (Steud.) Cout.
- Juncus rugosus Steud.[5]